# Mantispa azihuna
Mantispa azihuna är en insektsart som först beskrevs av Hermann Stitz 1913.  Mantispa azihuna ingår i släktet Mantispa och familjen fångsländor. Inga underarter finns listade i Catalogue of Life.